# 今天 (杂志)
《今天》是1978年由北岛等人创刊的民间诗歌刊物，地点在北京，该刊是朦胧诗派汇集的所在，但后来被查禁，1980年9月停刊。1990年《今天文学杂志》在挪威复刊，由北岛继续担任主编，编辑散集世界各地，2005年《今天文学杂志》网络版问世，主编为王瑞。2007年《今天论坛》开张，由李大兴负责。到2009年十一月，《今天论坛》已有5116位注册会员。
2008年牛津大学出版社出版了北岛、李陀主编的《七十年代》。2008年12月12－13日在香港举办《今天》30周年纪念活动，并有徐晓主编的《今天叁拾》。还按照当年铅字油印形式再次出品了《今天》诗刊第1集至第9集，今天文学研究会内部交流资料之一、之二、之三，这十二份刊物用两个三角木框对角夹着。还有今天文学杂志社出品、鄂复明主编的《今天》，将《今天》诗刊第1集至第9集與今天文学研究会内部交流资料之一、之二、之三合订在一起。
《今天》杂志的纸质版寄到中国大陆的邮路不畅，经常遭到中国海关的阻拦，寄来的杂志也经常会被没收。2010年7月28日起，《今天》杂志的官方网站遭到北京网络部门的查封；一个月后的8月28日恢复正常。（目前已被再次封禁）